# 1493

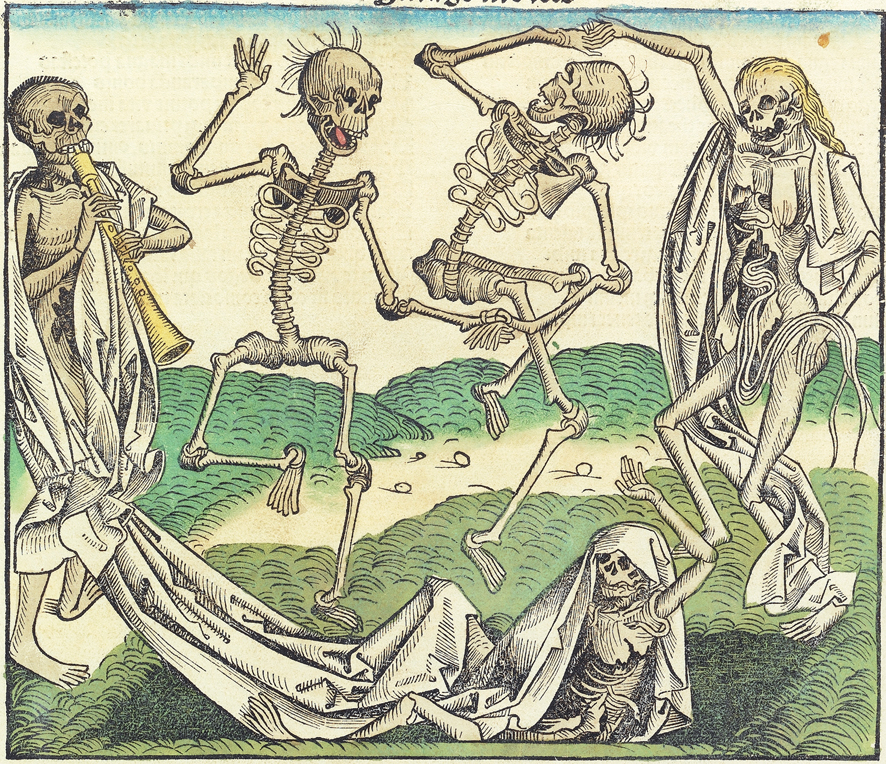
Danse macabre in de Kroniek van Neurenberg

Het jaar 1493 is het 93e jaar in de 15e eeuw volgens de christelijke jaartelling.

## Gebeurtenissen
- 19 januari - Verdrag van Barcelona: Frankrijk geeft Roussillon en Cerdagne terug aan Aragon.
- 4 maart - Christopher Columbus bereikt Lissabon op de terugreis van zijn reis naar het westen.
- 15 maart - Columbus keert terug naar de haven van Palos de la Frontera.
- 26-28 maart: Verdrag van Pyrzyce: Johann Cicero van Brandenburg geeft zijn aanspraken op leenheerschap over Pommeren op. In ruil hiervoor verklaart Bogislaw X van Pommeren dat Pommeren aan Brandenburg gaat mocht zijn dynastie uitsterven.
- 4 mei - In de bul Inter caetera verdeelt paus Alexander VI de niet-christelijke wereld in een Spaans en een Portugees deel.
- 23 mei - Vrede van Senlis: Maximiliaan van Oostenrijk en Karel VIII van Frankrijk verdelen de voormalige Bourgondische landen
- 25 juni - In de bul Piis fidelium geeft paus Alexander VI aan de vorsten van Spanje het recht de missie in de ontdekte landen zelfstandig ter hand te nemen.
- 12 juli - De Kroniek van Neurenberg, ook wel bekend als Schedelsche Weltchronik (De Wereldkroniek van Schedel) wordt gepubliceerd in Neurenberg. Veel kaarten uit deze kroniek tonen voor het eerst in de geschiedenis hele steden en landen.
- 24 september - Christopher Columbus vertrekt vanuit Cadiz voor zijn tweede reis naar Amerika.
- september - Giovanni Borgia huwt Maria Enriquez de Luna.
- 3 november - Columbus bereikt opnieuw de Nieuwe Wereld en ontdekt Dominica.
- 11 november - Columbus ontdekt Sint Maarten.
- 19 november - Columbus ontdekt Puerto Rico.
- Alonso Fernández de Lugo voltooit de Spaanse verovering van de Canarische Eilanden en sticht Santa Cruz de Tenerife.
- Begin van de Bundschuh-opstand, een serie boerenopstanden in Zuidwest-Duitsland.
- Pêro da Covilhã komt als Portugees diplomaat aan in Abyssinië.
- Moskou wordt getroffen door een grote stadsbrand. Het verloren gegane gebied wordt onbebouwd gelaten en vormt sindsdien het Rode Plein.
- De zogenaamde Maan- en Klaagbrief, waarin ridder Bernhard van Meurs in vier beelden vertelt hoe hertog Karel van Gelre zijn afspraak niet nakomt om hem uit gevangenschap vrij te kopen, geldt als een ballonstrip avant la lettre.
- Huwelijk van Giovanni Sforza en Lucrezia Borgia

## Kunst

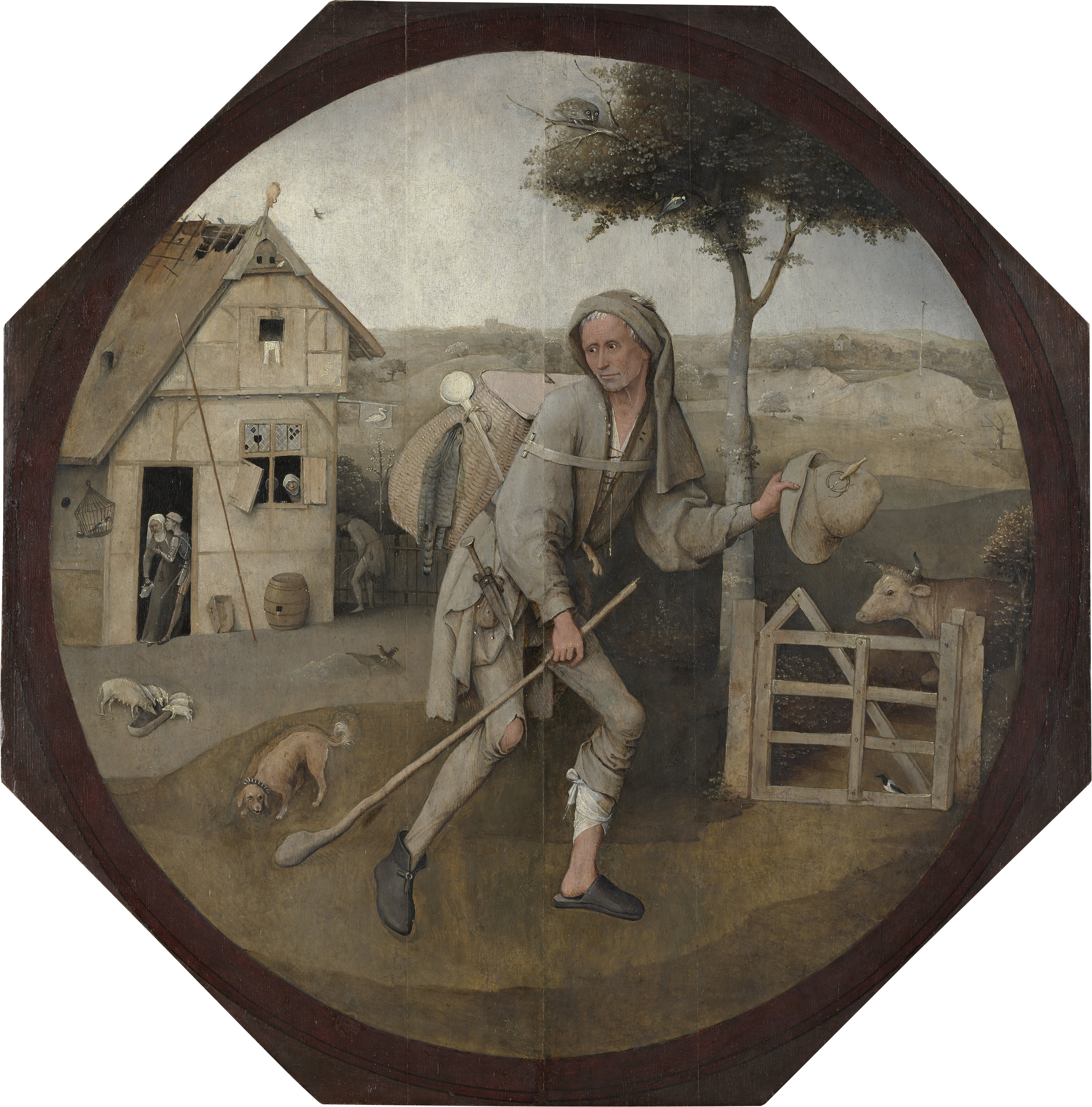
Jheronimus Bosch: De marskramer
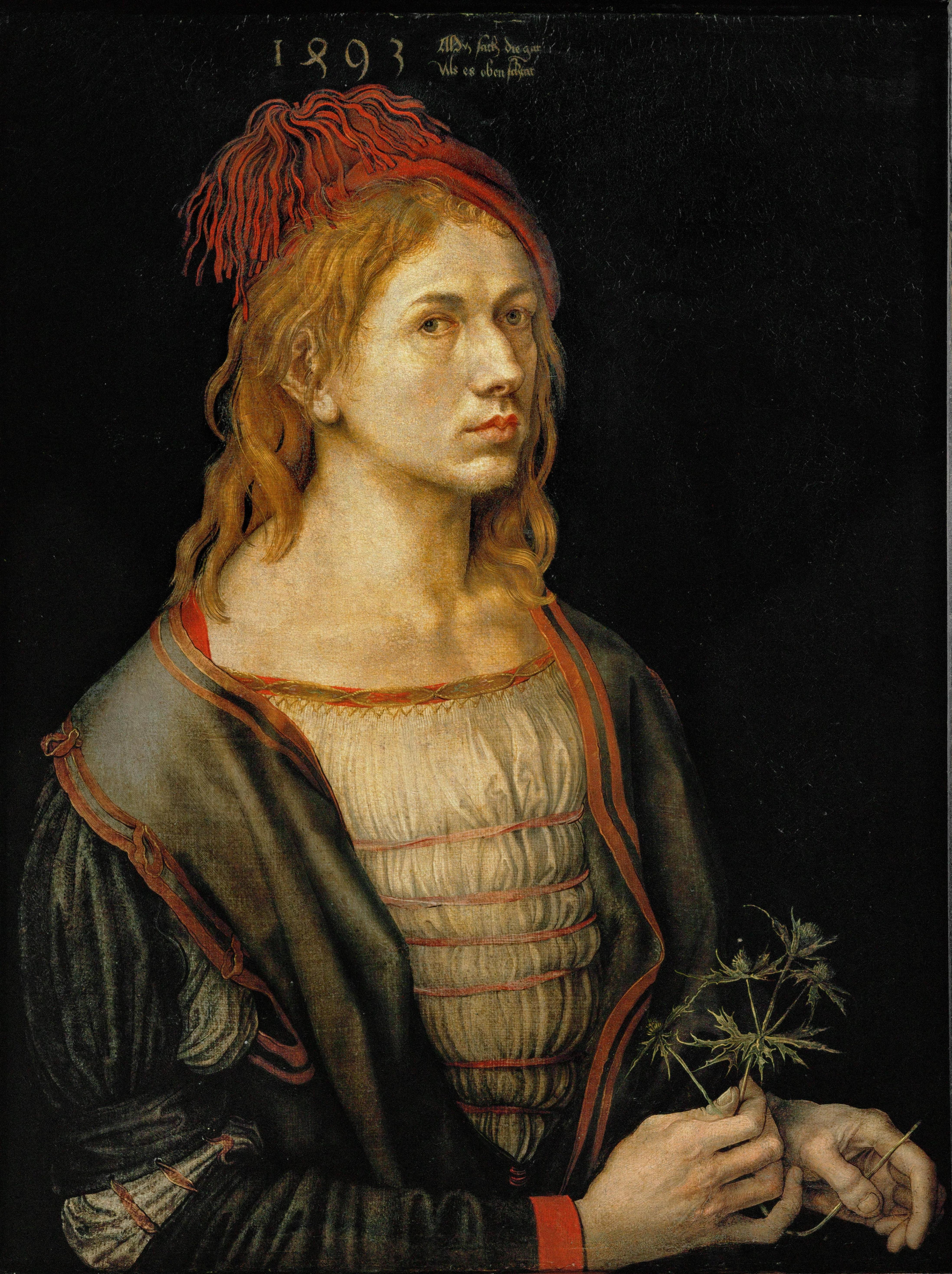
Albrecht Dürer: Zelfportret
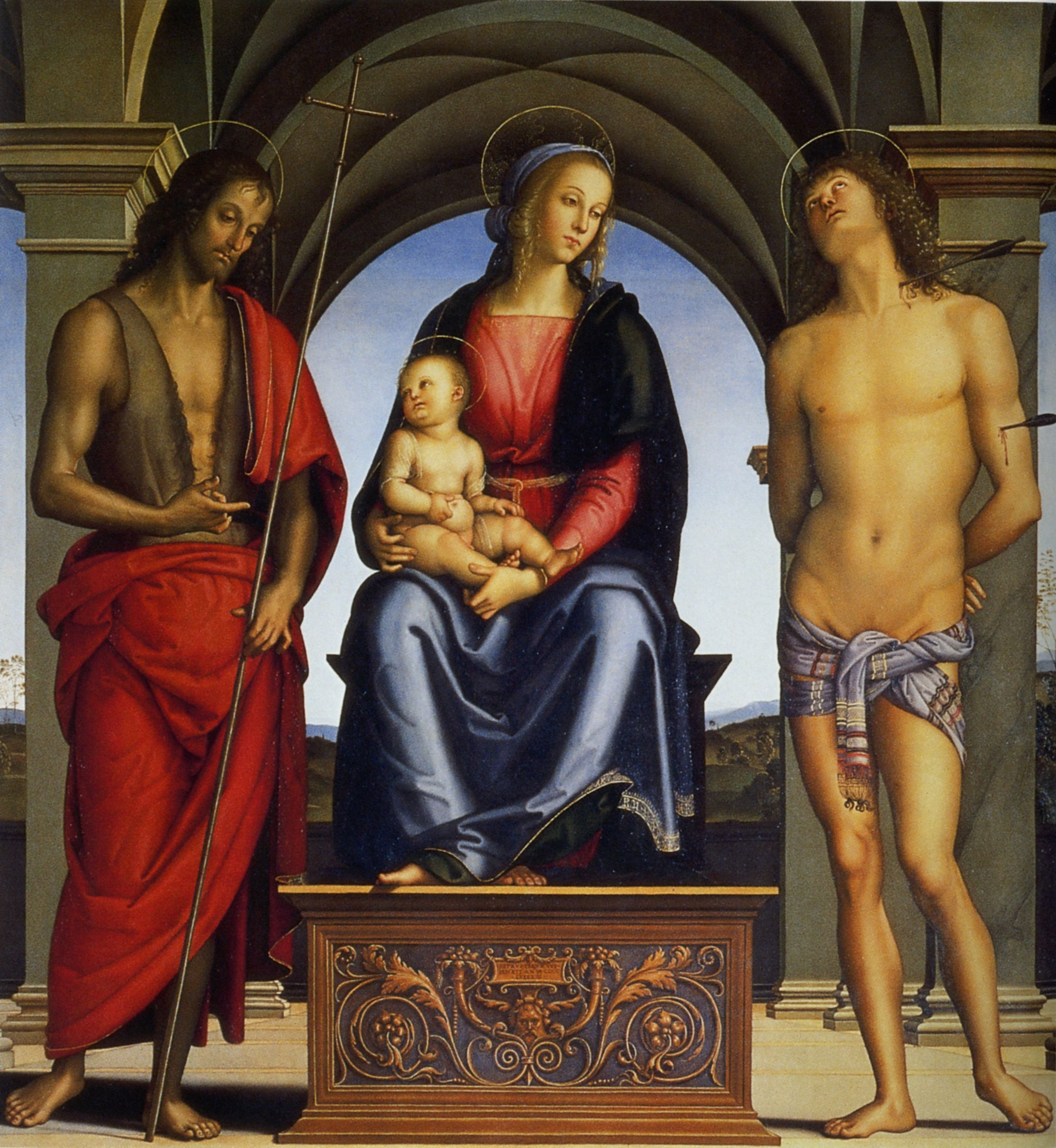
Pietro Perugino: Madonna met kind getroond met Johannes de Doper en Sint Sebastiaan
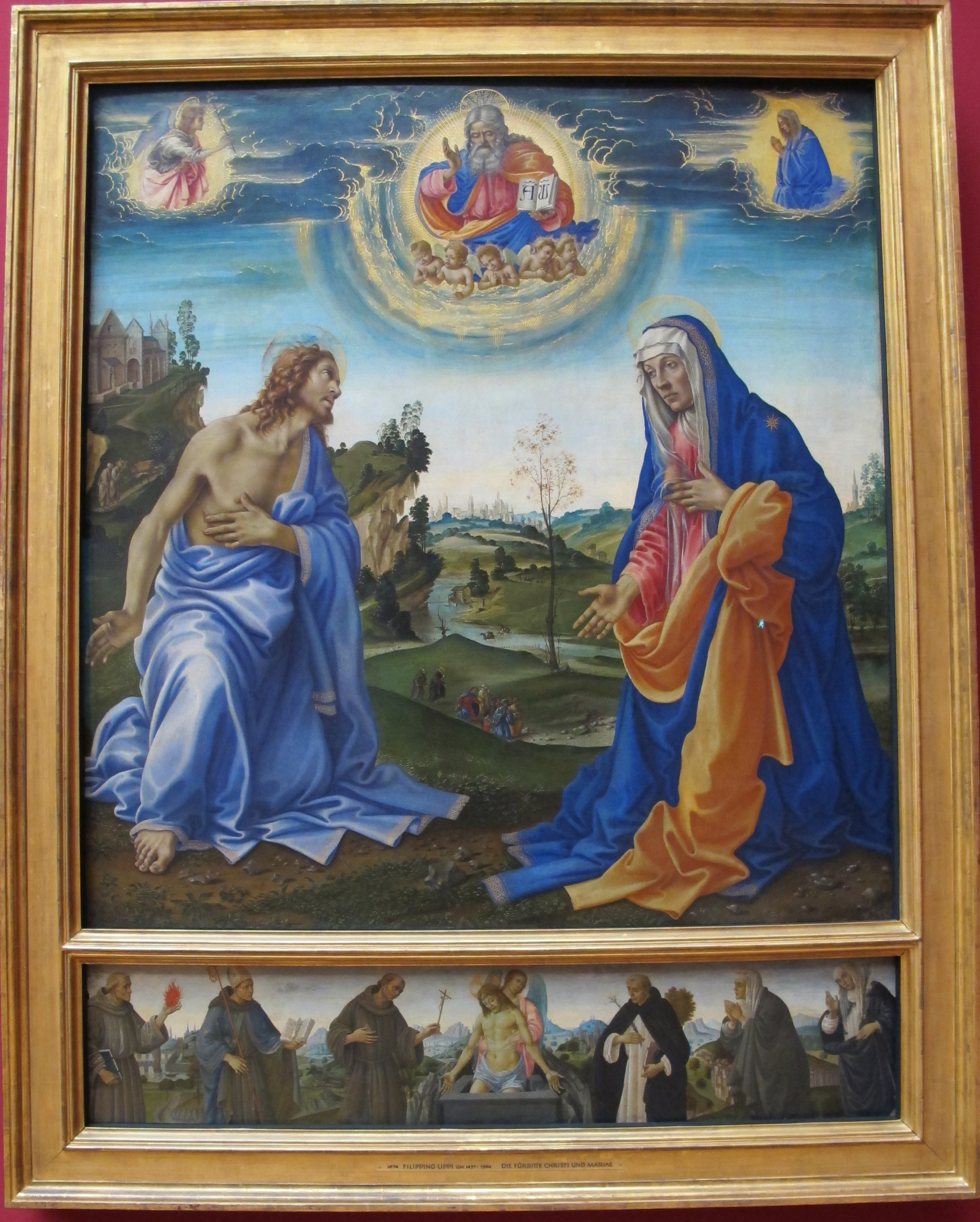
Filippino Lippi: Verschijning van Christus aan de maagd
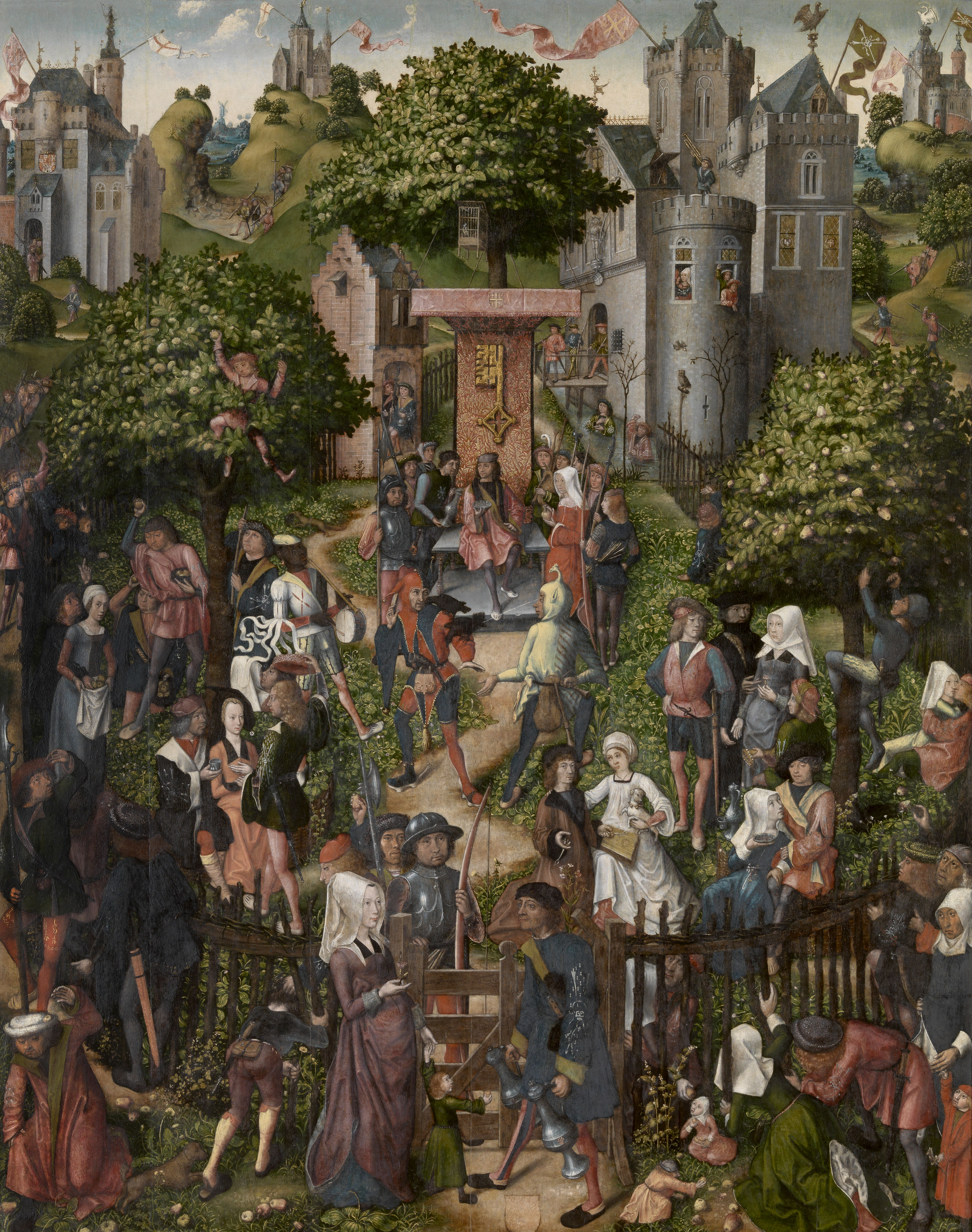
meester van Frankfurt: Het Schuttersfeest
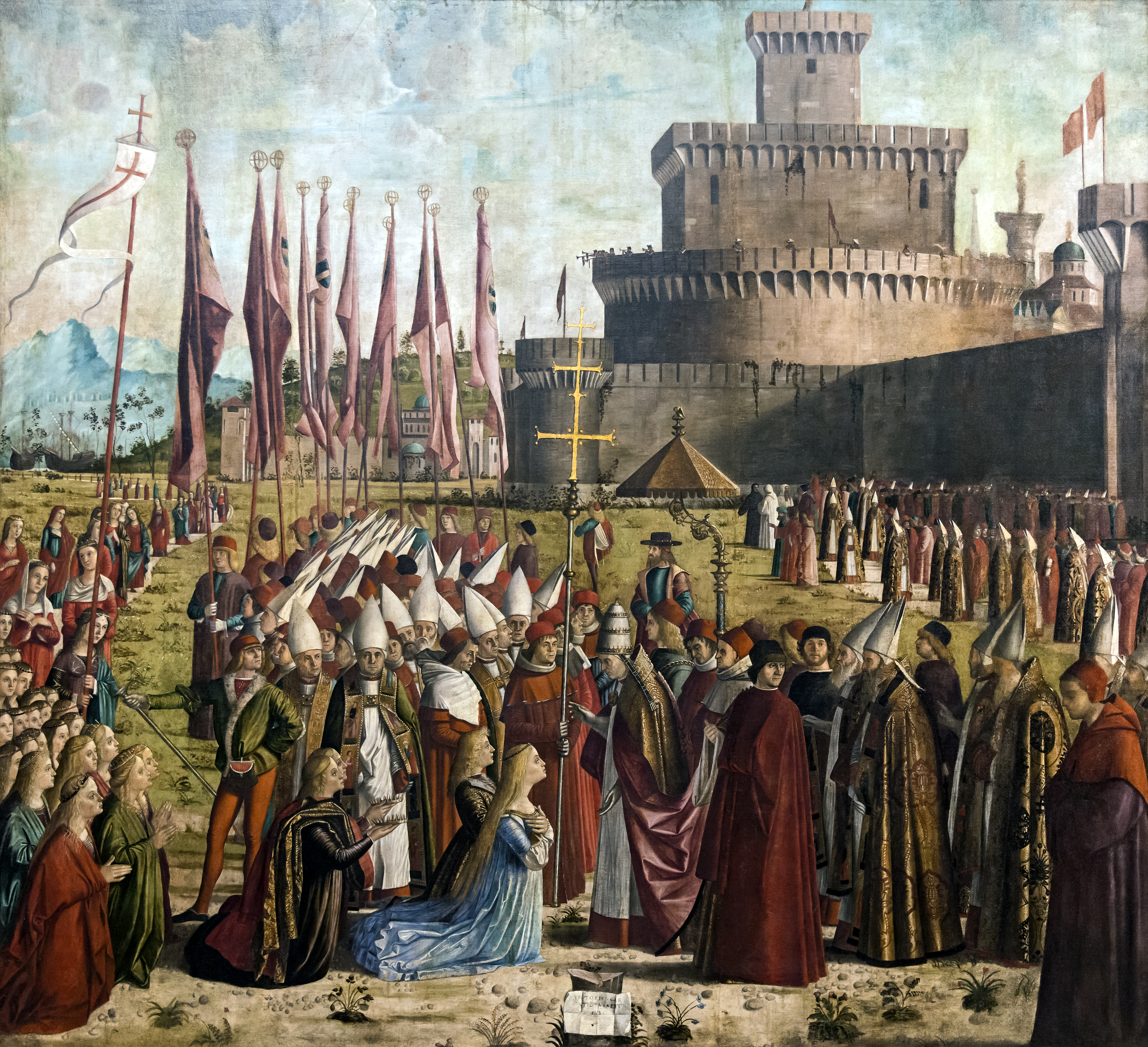
Vittore Carpaccio: Pelgrims ontmoeten de paus

## Opvolging
- patriarch van Antiochië (Syrisch) - Ignatius Johannes XIII opgevolgd door Ignatius Nuh van Libanon
- Heilige Roomse Rijk - Frederik III opgevolgd door zijn zoon Maximiliaan I
- Hessen-Kassel - Willem I opgevolgd door zijn broer Willem II
- Incarijk - Túpac Inca Yupanqui opgevolgd door zijn zoon Huayna Capac
- Oostenrijk - keizer Frederik III opgevolgd door zijn zoon Maximiliaan I
- Ratibor - Jan V opgevolgd door Nicolaas VII
- Schwarzburg-Blankenburg - Günther XXXVI opgevolgd door zijn neef Hendrik XXXI en zijn broer Günther XXXIX
- Orde van Sint-Lazarus - Jean Le Cornu opgevolgd door Frans van Amboise

## Afbeeldingen

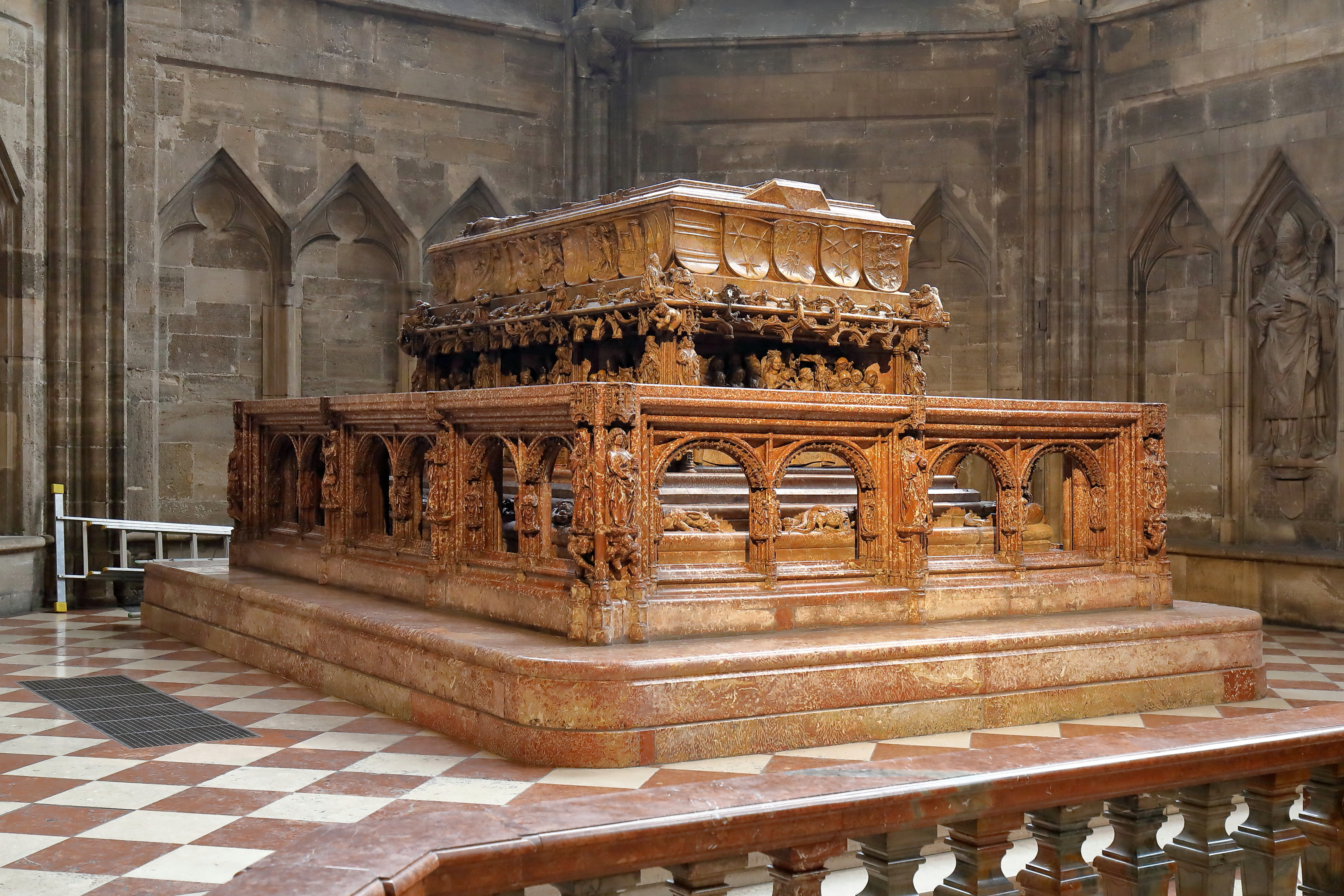
graftombe van Frederik III
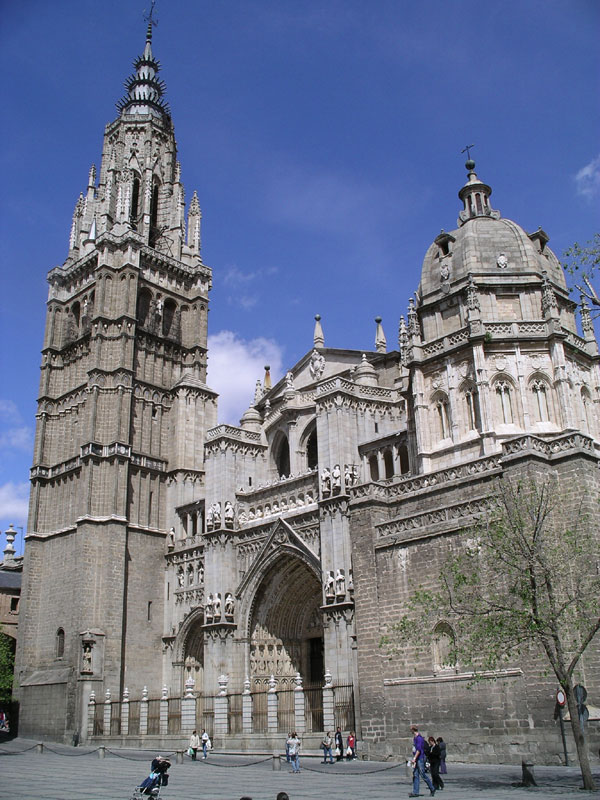
Kathedraal van Toledo (voltooid 1493)
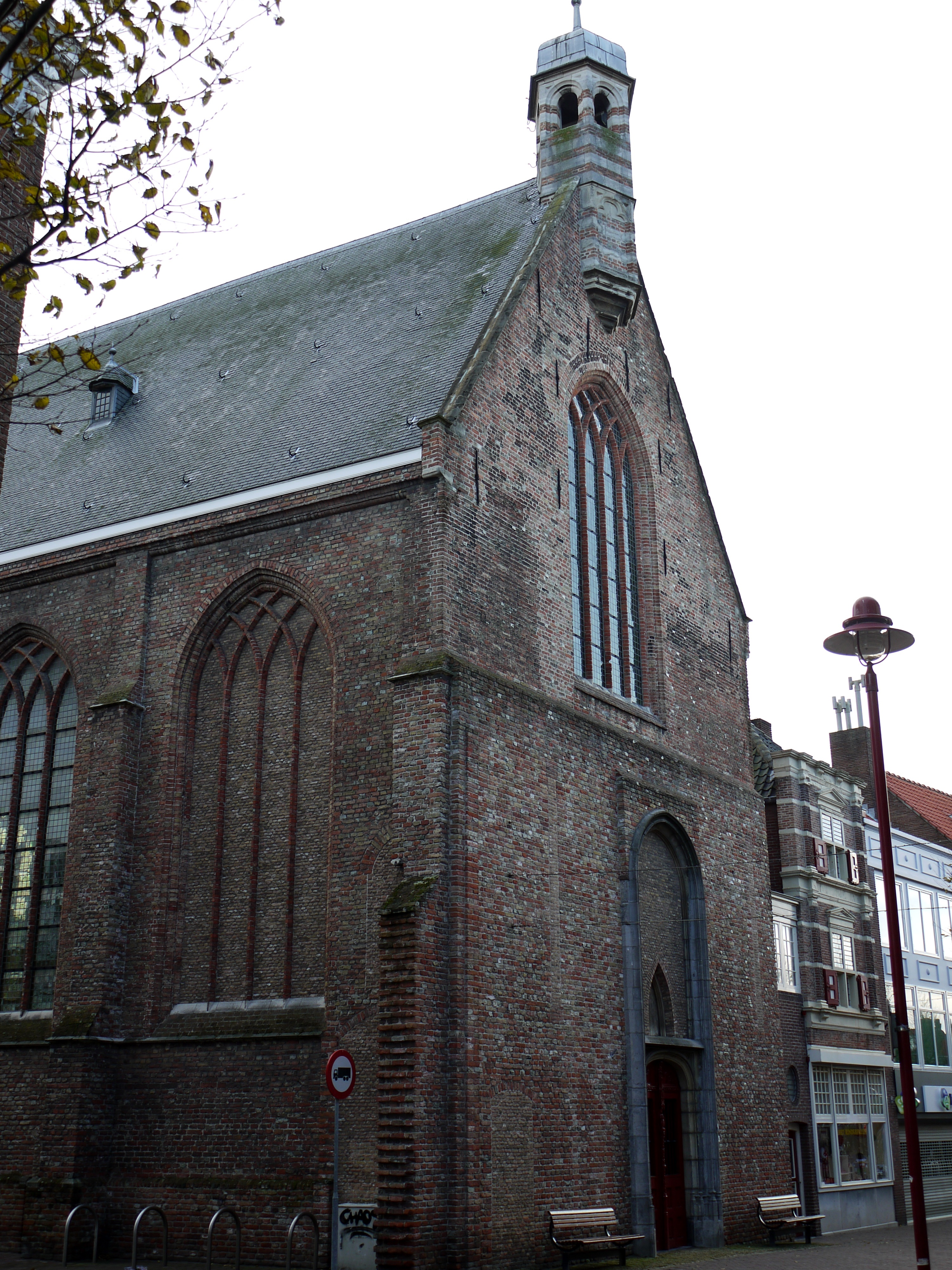
Gasthuiskerk, Middelburg (gebouwd 1493)
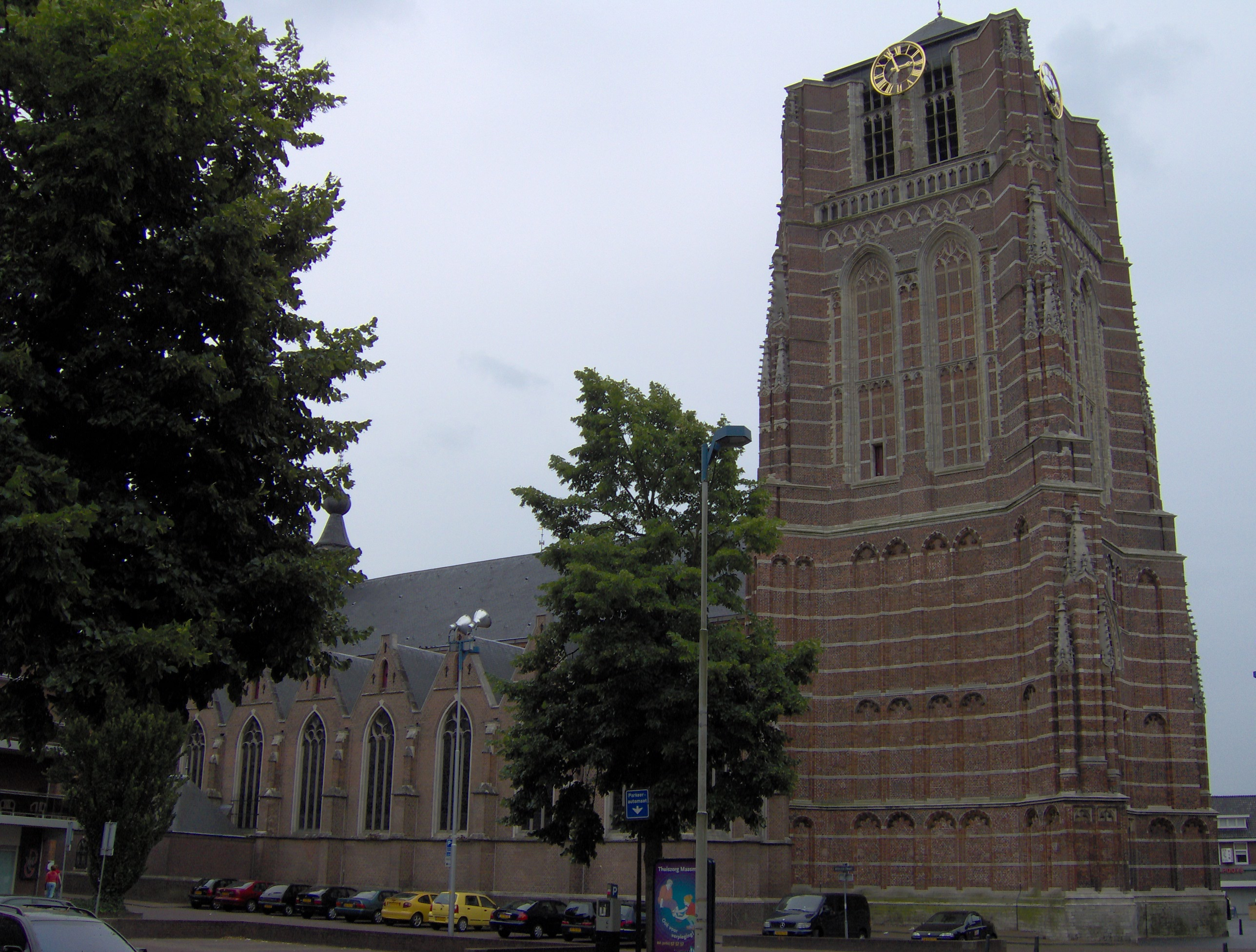
Sint-Jansbasiliek, Oosterhout (voltooid 1493)

## Geboren
- 6 januari - Olaus Petri, Zweeds kerkhervormer en humanist
- 9 januari - Johan van Brandenburg-Ansbach, Duits-Spaans staatsman
- 11 februari - Takeda Nobutora, Japans veldheer
- 6 maart - Juan Luis Vives, Spaans-Nederlands geleerde
- 15 maart - Anne van Montmorency, Frans legerleider en staatsman
- 11 april - George I van Pommeren, Duits edelman
- 5 mei - Alessandro Pasqualini, Italiaans architect
- 12 november - Bartolomeo Bandinelli, Florentijns beeldhouwer en schilder
- 13 november - Willem IV, hertog van Beieren (1508-1550)
- 5 december - Nicolaes Cleynaerts, Vlaams humanist
- 31 december - Eleonora Ippolita Gonzaga, prinses van Mantua
- Jean du Bellay, Frans kardinaal en diplomaat
- Anna Bijns, Brabants dichteres
- Chödrag Tsangpo, Tibetaans geestelijk leider
- Henry Clifford, Engels edelman
- Gendün Tenpa Dargye, Tibetaans geestelijk leider
- Petrus Mosellanus, Duits humanist
- Massimiliano Sforza, hertog van Milaan (1512-1515)
- Alexander Stuart, Schots aartsbisschop
- Sten Sture de Jongere, Zweeds staatsman
- Syds Tjaerda, Fries edelman
- Tommaso Vincidor, Italiaans schilder en architect
- Willem de Volder, Nederlands humanist
- Sébastien Gryphe, Duits-Frans drukker (jaartal bij benadering)
- Lupus Hellinck, Vlaams componist (jaartal bij benadering)
- Paracelsus, Zwitsers arts en alchemist (jaartal bij benadering)

## Overleden
- 14 juni - Hermolaus Barbarus (39), Italiaans geleerde
- 21 juli - Pasquier Grenier (~68), Zuid-Nederlands tapijtwever
- 19 augustus - Frederik III (77), koning en keizer van het Heilige Roomse Rijk (1440/1452-1493)
- 11 oktober - Leonora van Napels (43), echtgenote van Ercole I d'Este
- november - Martín Alonso Pinzón (~52), Spaans zeevaarder
- Jan de la Bouverie, Zuid-Nederlands staatsman
- Carlo Crivelli, Italiaans schilder
- Gijsbert van der Gaet, Limburgs geestelijke
- Jan III van Lannoy (~83), Bourgondisch legerleider en staatsman
- Lieven van Lathem (~63), Vlaams miniaturist
- Catharina van Oostenrijk (~73), Duits edelvrouw
- Maria van Orléans, (~35), Frans edelvrouw
- Túpac Inca Yupanqui, Inca-keizer (1471-1493)
- Ahmad Zarruq (~51), Marokkaans sufi
- Jean Colombe, Frans miniaturist (jaartal bij benadering)